# Pustotyne
Pustotyne (ukr. Пустотине) – wieś na Ukrainie, w obwodzie czernihowskim, w rejonie nieżyńskim, w hromadzie Makijiwka. W 2001 liczyła 453 mieszkańców, spośród których 449 wskazało jako ojczysty język ukraiński, a 4 rosyjski.